# Doodslag op Guido Demoor
Guido Demoor (Leuven, 22 juli 1951 – Antwerpen, 24 juni 2006) was een Belgische treinbestuurder die in 2006 overleed tijdens een busrit in Antwerpen, na een woordenwisseling en gevecht met zes jongeren.
De gebeurtenis zorgde destijds voor heel wat ophef omdat ze rond dezelfde tijd plaatsvond als de moord op Joe van Holsbeeck en de zaak Hans Van Themsche en werd bericht als een nieuwe daad van "zinloos geweld". Het verband tussen het gevecht tussen Demoor en de jongeren en zijn plotse dood achteraf was lange tijd een punt van discussie.

## Achtergrond van de feiten
Op zaterdag 24 juni 2006 nam Demoor, een 54-jarige Thalys- en Beneluxtreinbestuurder, de bus op weg naar zijn werk. Tijdens de rit vond hij dat zes jongeren achterin te veel lawaai maakten. Hij sprak hen erop aan, een van hen verontschuldigde zich, maar de tieners kregen de slappe lach en Demoor wond zich hierdoor nog meer op. Hij vloog tegen hen uit en greep een van de jongeren vast. Hierop ontstond er een gevecht waarbij de tieners hun vriend te hulp kwamen en een andere aan de noodrem trok. Demoor zakte plots ineen en vijf van de zes jongeren vluchtten in de tussentijd de bus uit, nadat een van hen Demoor nog een trap na had gegeven. Eén jongere bleef rustig zitten op de bus en stapte pas de volgende halte uit. Pas enige tijd hierna overleed Demoor.
Over de gebeurtenissen en of het een kwestie van moord of doodslag betrof ontstond meteen een hele discussie in de media. Demoor leed aan een zwakke gezondheid: zo had hij last van aderverkalking. Volgens het autopsierapport bleek hij achteraf overleden aan een hersenbloeding ten gevolge van een vecht- of vluchtreactie. Dat is een natuurlijke reflex die de mens in staat van angst of opwinding door een opstoot van adrenaline bijzondere krachten geeft. In het geval van Demoor ging die reflex gepaard met een plotse stijging van de bloeddruk.
Het autopsierapport verklaarde dat er geen enkel verband was tussen de door de jongeren toegebrachte slagen en de dood van Guido Demoor. Of, zoals een van de advocaten van de zes opmerkte: 'De kans is nihil dat iemand hier zal worden veroordeeld voor zelfs maar onvrijwillige doodslag. Om de eenvoudige reden dat Demoor zichzelf in een situatie heeft gebracht die hem, helaas, fataal is geworden. De zes jongeren waren in de bus ruzie aan het maken en waren hier door Demoor onvriendelijk op aangesproken: hij greep naar de keel van een van de jongens. Twee van de zes verdachten begonnen hierop het slachtoffer te slaan en schoppen.

## Verdachten
Vijf van de zes verdachte jongeren werden op 26 juni 2006 opgepakt in huizen en appartementen in de Veldstraat, de Pothoekstraat en de Nikkelstraat. Dit gebeurde door agenten van de Speciale Interventie Eenheid (SIE) van de federale politie. Een dag later werd de zesde jongere opgepakt. Twee jongeren kwamen zich spontaan aangeven op het politiekantoor. Het ging om drie minderjarigen van 16 jaar en drie meerderjarigen van 18, 20 en 22 jaar oud. Vijf onder hen hebben de Belgische nationaliteit en één heeft de Spaanse nationaliteit. Drie van hen waren reeds bekend bij het parket.

## Reconstructie
Op 1 juli 2006 werd een reconstructie van de feiten gehouden. Op basis van deze reconstructie werden op 3 juli twee meerderjarige daders onder strikte voorwaarden vrijgelaten: ze mogen enkel naar buiten om te gaan werken en mogen niet praten met de pers.
Hoewel het slachtoffer stierf aan een hersenbloeding, werden de daders voor "opzettelijke slagen en verwondingen die ongewild de dood tot gevolg hadden" vervolgd. Justitie onderzoekt een oorzakelijk verband tussen de aangebrachte verwondingen en het overlijden.

## Reactie
Het incident leidde tot felle reacties, onder andere omdat het nog maar een goede maand geleden was dat er, eveneens in Antwerpen, twee mensen werden doodgeschoten met racistische motieven door de 18-jarige scholier Hans Van Themsche. Ook de mp3-moord in het centraal station van Brussel lag nog vers in het geheugen.
De familie Demoor stelde zich burgerlijke partij en nam advocaat Jef Vermassen aan voor de verdediging. Guido Demoor liet een vrouw en twee kinderen na.

## Vonnis
Redouan Sitti, degene die een schop toebracht, werd op 28 juni 2007 door de correctionele rechtbank van Antwerpen tot twee jaar cel en een geldboete veroordeeld. De rechtbank voerde verzachtende omstandigheden aan, omdat er sprake zou zijn van uitlokking. De familie Demoor en haar advocaat Jef Vermassen verwierpen deze verschoningsgrond. Het Openbaar Ministerie tekende beroep aan en vorderde 5 jaar. Uiteindelijk kreeg de hoofdverdachte in november 2007 van het Hof van Beroep twee jaar cel met uitstel.